# De Groote Scheere
De Groote Scheere of De Grote Scheer met het landhuis Ter Scheer is een landgoed en voormalige havezate in de buurtschap Holthone, tussen Gramsbergen en Coevorden. Het behoort tot de streek Salland in de provincie Overijssel.

## Geschiedenis
Reeds voor 1400 is er sprake van enkele landhuizen of versterkte boerderijen in het gebied Holthone, ten zuiden van Coevorden. Vermoedelijk was het landschap langs de Kleine Vecht aantrekkelijk als jachtgebied.

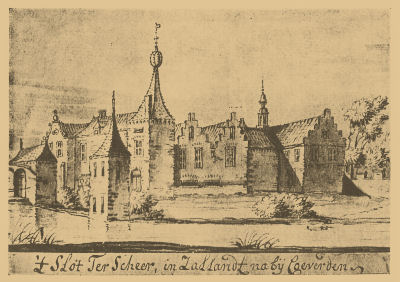
(Fantasie)tekening van 't Slot Ter Scheer door of in de trant van Jacobus Stellingwerff

Het Steenwycker Huys (1462 eigendom van Albert van Steenwyck) en Huis ten Clooster lagen in de aanvoerroute naar vestingstad Coevorden en waren meermaals betrokken bij oorlogshandelingen. Vermoedelijk is het Steenwijker huis de voorloper van het Huis Ter Scheer en in de loop der jaren door Johan van Steenwijck, lid van de Ridderschap van Overijssel, verbouwd tot een burcht. Door huwelijk van Anna van Steenwijck met Engelbert Requin van Ensse, op 24 mei 1612, komt het goed in handen van laatstgenoemde. Aangezien Engelbert fel rooms-katholiek en Spaansgezind is, wordt hij uitgesloten van de Ridderschap van Overijssel.

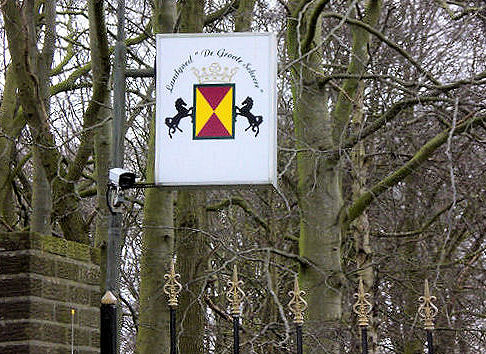
Toegang landgoed

Tijdens de tachtigjarige oorlog was het huis Ter Scheer beurtelings hoofdkwartier van de Spaanse of de Staatse bevelhebbers. De Spaanse veldheer Francisco Verdugo  verbleef er en ook de Münsterse bisschop Bernhard von Galen (Bommenberend). Ook Prins Maurits had er zijn hoofdkwartier. Deze liet al het geboomte rond het huis kappen om een beter schootsveld te hebben.
Nadat het nogmaals in handen van de Münsterse troepen was gevallen, werd het uiteindelijk ingenomen door Maurits' generaal Carl von Rabenhaupt (de verdediger van Groningen), die het liet ondermijnen en opblazen. 
Engelbert Requin van Ensse, als kapitein in Spaanse dienst, vluchtte via het Drostenhuis te Zwolle naar Vorchten, waar hij eigenaar van kasteel De Swanenburgh  was.
Sophia Van Voorst liet het huis Ter Scheer herbouwen als jachthuis. Tot het landhuis behoorden een tiental pachtboerderijen, waarvan de  Gansenhoeve, de Kleine Scheer en de Vredehof wel de meest bekende zijn.
De eigenaren woonden nauwelijks in het landhuis. In 1674 woonde Sijmen Janszn. Vaassen (Van Faassen) er. Hij was namens Engelbert Requin van Ensse, Heer van Swanenburgh en Grooter Scheer, door Vrouwe Sophia van Voorst (stiefmoeder van Van Ensse) tot rentmeester van het landgoed benoemd. Zijn zoon Jannes werd rond 1694 rentmeester en deze werd ca. 1723 opgevolgd door zijn zoon Engbert Rutger. 
Toen De Groote Scheere in 1737 verkocht werd aan Evert Elbert Anthony van Raesfelt, kreeg Engbert R. Vaassen het recht op het huis Collendoorn te gaan wonen met zijn gezin en vader Jannes.
Eigenaren waren achtereenvolgens: de Van Raesfelts tot Heemse en leden van de familie Sandberg. Telg van de Sandbergs, jkvr. Anna Bregitta van Westervelt Sandberg (1870-1954), trouwde op 4 april 1902 met Alexander W.F. baron van Lijnden (1875-1945), die veel heeft gedaan aan de ontwikkeling van het landgoed. Zijn zoon, baron Samuël Willem Alexander van Voërst van Lynden, die op 15 augustus 1939 tot burgemeester van Gramsbergen werd benoemd, woonde wel op het landhuis. Op 4 januari 1945, tijdens de Duitse bezetting, werd hij door de Duitsers opgepakt en weggevoerd naar kamp Neuengamme in Duitsland; tijdens dat transport is hij in mei 1945 overleden.

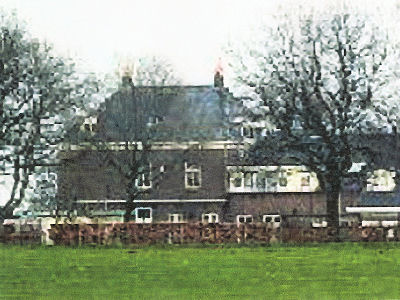
Huis Ter Scheer, februari 2010

De weduwe van de Gramsbergse burgemeester, jkvr. Johanna de Beaufort (1909-1988), overleed in 1988 op het huis. Inmiddels is het landgoed De Groote Scheer in 1998 eigendom van een verzekeringsmaatschappij.